# 真銅孝三
真銅 孝三（しんどう こうぞう、1931年〈昭和6年〉2月3日 - 2025年〈令和7年〉4月3日）は日本の実業家。倉敷紡績（クラボウ）社長・会長、大阪経済大学理事長などを務めた。

## 略歴・人物
1945年（昭和20年）太平洋戦争の終戦を大阪府立富田林中学校（旧制5年制。現・府立富田林高校）3年生の時に迎え、学徒動員などで「あまり集中して勉強した記憶はない」が、中学4年生で受験資格のある高等学校（旧制）の浪速高等学校 (旧制)（現・大阪大学一般教養部）に進学。早生まれで飛び級で「旧制教育を受けた最後の世代」となった。
「兄が京都大学法学部だった」ため東京大学法学部に進み、1953年（昭和28年）東大法学部を卒業、倉敷紡績に入社した。就職先に倉敷紡績を選んだのは、「創業家の大原孫三郎が社会政策史に取り上げられ、『東洋のロバート・オーエン』と言われていた」ため。1993年（平成5年）社長、2001年から会長に就任。
また、日本紡績協会・会長、日本経済団体連合会や社会経済生産性本部の理事、関西経済連合会経済財政委員会・委員長、関西経済生産性本部会長、関西経済団体の再編を提言する「経済団体のあり方を考える会」座長などを歴任。そのほか、東京大学学友会の副会長、関西東大会の会長も務めた。
2003年（平成15年）、勲三等旭日中綬章。
2025年（令和7年）4月3日午後10時32分、膵臓癌のため大阪府羽曳野市の高齢者施設で死去。94歳没。

### 年譜
- 1953年（昭和28年） - 東京大学法学部卒業
- 1982年 - 倉敷紡績・取締役
- 1986年 - 同社・常務
- 1990年（平成2年） - 同社・専務
- 1993年 - 同社・社長
- 2001年 - 同社・会長
- 2003年 - 関西生産性本部・会長
- 2004年 - 倉敷紡績・相談役